# 25. децембар
25. децембар (25.12.) је 359. дан године по грегоријанском календару (360. у преступној години). До краја године има још 6 дана.

## Догађаји
- 350 — Римски цар Констанције II у Наису (данашњем Нишу) натерао узурпатора Ветраниона да се одрекне царског положаја и затим га конфинирао на имање у Прусу у Малој Азији.
- 800 — Папа Лав III у Риму крунисао франачког владара Карла Великог за римског цара. Карлово царско крунисање сматра се за почетак Светог римског царства (немачке народности) које ће постојати све до 1806. године.
- 1000 — Крунисан први угарски хришћански краљ Стефан I Угарски.
- 1066 — У Вестминстерској опатији у Лондону нормански војвода Вилијам I, освајач крунисан за краља Енглеске пошто је код Хејстингса потукао војску Харолда II, последњег саксонског краља. Од 1070, када је Вилијам освојио целу земљу, Нормани почели да се стапају с покореним Англо-сасима у енглеску нацију.
- 1741 — Шведски физичар Андерс Целзијус објавио скалу од 100 степени за мерење температуре.
- 1745 — У Дрездену потписан мировни уговор којим је окончан Шлески рат Аустрије и Пруске.
- 1914 — У Првом светском рату на Западном фронту ступило на снагу незванично „божићно примирје“ када су британски и немачки војници обуставили паљбу, изашли из ровова и срели се на „ничијој земљи“.
- 1926 — Јапански регент, принц Хирохито, наследио престо Јапана после смрти оца цара Јошихита. Хирохито умро 1989.
- 1932 — Британски краљ Џорџ V упутио први пут божићну поруку нацији преко радио-таласа.
- 1941 — Јапанска армија у Другом светском рату окупирала Хонгконг после 17 дана опсаде.
- 1942 — Немци у Београду стрељали српског композитора, диригента и музиколога Војислава Вучковића, професора музичке школе „Станковић“ и диригента Београдске филхармоније, сарадника многих листова и часописа, једног од покретача и главних уредника „Недељних информативних новина“.
- 1973 — Највећи дневни тираж новина "Политика“
- 1974 — Циклон готово уништио аустралијски град Дарвин.
- 1979 — Совјетске трупе ушле у Авганистан, у првој војној интервенцији СССР ван Варшавског пакта, да би подржале владу Бабрака Кармала. У рату, из којег се повукао после 10 година, СССР изгубио 27.000 војника.
- 1991 — Михаил Горбачов поднео оставку на место председника Совјетског Савеза и предао дужност Борису Јељцину.
- 1997 — На Куби, први пут после три деценије, јавно прослављен Божић. Председник Фидел Кастро прогласио тај дан празником у част папе, који је у јануару 1998. посетио Кубу.
- 2000 — У пожару у једној дискотеци у кинеском граду Љаојангу живот изгубило 311 људи.
- 2001 — Више од 540 људи погинуло у сукобима побуњеника и војске Бурундија приликом заузимања побуњеничког уточишта у шуми Тенга у близини главног града Буџумбуре.
- 2003 — У атентату на пакистанског председника Первеза Мушарафа у Равалпиндију најмање 14 пролазника погинуло, а 46 повређено.
- 2016. - Руски авион Ту-154 са 92 путника и чланова посаде пао је у Црно море; нико није преживео.

## Рођења
- 1816 — Марија Трандафил, српска добротворка. (прем. 1883)[1]
- 1878 — Јован Бабунски, четнички војвода у Старој Србији (данашњој Македонији) за време четничке акције почетком 20. века. (прем. 1920)
- 1899 — Хамфри Богарт, амерички глумац. (прем. 1957)[2]
- 1904 — Герхард Херцберг, немачко-канадски физичар и хемичар, добитник Нобелове награде за хемију (1971). (прем. 1999)[3]
- 1906 — Ернст Руска, немачки физичар, добитник Нобелове награде за физику (1986). (прем. 1988)[4]
- 1911 — Луиза Буржоа, француско-америчка вајарка и сликарка. (прем. 2010)[5]
- 1920 — Јован Бошковски, македонски писац, књижевник и филмски критичар, приповедач и сценариста. (прем. 1968)[6]
- 1924 — Род Серлинг, амерички сценариста, продуцент и наратор, најпознатији као креатор серијала Зона сумрака. (прем. 1975)[7]
- 1925 — Карлос Кастанеда, амерички писац и антрополог. (прем. 1998)[8]
- 1940 — Душан Оташевић, српски ликовни уметник и академик.[9]
- 1941 — Гидо Рејбрук, белгијски бициклиста.[10]
- 1943 — Зафир Хаџиманов, српско-македонски глумац, певач, композитор и песник. (прем. 2021)[11]
- 1944 — Жаирзињо, бразилски фудбалер и фудбалски тренер.[12]
- 1946 — Џими Бафет, амерички музичар. (прем. 2023)
- 1949 — Сиси Спејсек, америчка глумица и музичарка.[13]
- 1952 — Си-Си-Ејч Паундер, америчка глумица.
- 1953 — Јасмина Л. Вујић, прва жена декан катедре за нуклеарни инжењеринг на једном од 10 најбољих и најцењенијих факултета у Америци, на Универзитету Калифорније у Берклију.[14]
- 1953 — Јирген Ребер, немачки фудбалер и фудбалски тренер.[15]
- 1954 — Ени Ленокс, шкотска музичарка.[16]
- 1957 — Шејн Макгауан, енглеско-ирски музичар и текстописац. (прем. 2023)
- 1959 — Златко Делић, српски психолог и енигмата. (прем. 2018)[17]
- 1966 — Мауро Пикото, италијански ди-џеј и продуцент електронске музике.[18]
- 1967 — Весна Дедић, српска новинарка, ТВ водитељка и списатељица.[19][20]
- 1967 — Борис Новковић, хрватски музичар.[21]
- 1968 — Југослава Драшковић, српска глумица.
- 1971 — Дајдо, енглеска музичарка.[22]
- 1971 — Бобан Рајовић, црногорско-српски певач.
- 1971 — Ноел Хоган, ирски музичар и музички продуцент, најпознатији као суоснивач и гитариста групе The Cranberries.[23]
- 1976 — Армин ван Бурен, холандски ди-џеј и музички продуцент.[24]
- 1978 — Џереми Стронг, амерички глумац.
- 1982 — Владимир Ђорђевић, српски фудбалер.[25]
- 1984 — Милош Нинковић, српски фудбалер.[26]
- 1984 — Џесика Ориглијасо, аустралијска музичарка, најпознатија као чланица дуа The Veronicas.
- 1986 — Горан Обрадовић, српски фудбалер. (прем. 2021)
- 1988 — Ерик Гордон, амерички кошаркаш.[27]
- 1990 — Александар Кировски, српски фудбалски голман.[28]
- 1992 — Марта Бјелица, српска глумица.[29]

## Смрти
- 820 — Лав V Јерменин, византијски цар. (рођ. 775)
- 1406 — Енрике III, краљ Кастиље. (рођ. 1379)
- 1906 — Радован Драговић новинар и политичар, један од вођа радничког покрета и један од оснивача Српске социјалдемократске странке. (рођ. 1878)[30]
- 1938 — Карел Чапек, чешки писац. (рођ. 1890)[31]
- 1977 — Чарли Чаплин, енглески филмски глумац, сценариста, режисер и продуцент. (рођ. 1889)[32]
- 1989 — Николаје Чаушеску, румунски диктатор. (рођ. 1918)[33]
- 1989 — Елена Чаушеску, супруга румунског диктатора, Николајеа Чаушескуа. (рођ. 1916)[34]
- 1995 — Дин Мартин, амерички глумац и певач (рођ. 1917)[35]
- 2005 — Петар Денковачки, српски схиархимандрит и игуман (рођ. 1925)[36]
- 2006 — Џејмс Браун, амерички певач, плесач и продуцент. (рођ. 1933)[37]
- 2016 — Џорџ Мајкл, енглески певач и композитор (рођ. 1963)[38]
- 2024 — Брит Алкрофт, аутор британске ТВ серије Томас и Другари, филма Томас и магична железница и Магичне авантуре Мумфија (рођ. 1943)[39]

## Празници и дани сећања
- хришћани који се придржавају грегоријанског календара славе Божић.
- Српска православна црква данас прославља
  - Преподобни Спиридон Чудотворац епископ Тримитунски
  - Свештеномученик Александар, епископ јерусалимски
  - Свети мученик Разумник
  - Света Ирина, кћер светог Спиридона
  - Свети преподобни Јован, митрополит Зихне
  - Свети мученик Етерије
  - Свети преподобни Терапонт монзенски
  - Свети преподобни Амонат
  - Свети преподобни Ант
  - Света Ефимијана